# Nauvoo (Alabama)
Nauvoo is een plaats (town) in de Amerikaanse staat Alabama, en valt bestuurlijk gezien onder Walker County en Winston County.

## Demografie
Bij de volkstelling in 2000 werd het aantal inwoners vastgesteld op 284.
In 2006 is het aantal inwoners door het United States Census Bureau geschat op eveneens 284.

## Geografie
Volgens het United States Census Bureau beslaat de plaats een oppervlakte van
2,5 km², geheel bestaande uit land. Nauvoo ligt op ongeveer 165 m boven zeeniveau.

## Plaatsen in de nabije omgeving
De onderstaande figuur toont de plaatsen in een straal van 24 km rond Nauvoo.